# Асанов Осман Абітович
Осман Асанов (крим. Osman Asanov; 24 грудня 1923, Ялта, с. Кючуккой - листопад 2005, Сімферополь) – кримськотатарський професійний співак, артист. композитор і педагог. Заслужений артист України (1999).

## Біографічні відомості
Народився 24 грудня 1923 року в селі Кючуккой.
У 1939–1941 роках навчався Сімферопольському музичному училищі (у І. Чернова та Я. Богарада). З 1966 року навчався по класу скрипки у Наманганському музичному училищі (Узбекистан). У 1976 році закічив клас вокалу Ташкентської консерваторії.
У 1955 році організував татарський ансамбль у м. Наманган. У 1957–1964 роках — скрипаль у кримськотатарському ансамблі пісні і танцю в Ташкенті. З 1964 по 1991 роки викладав у Ферганській музичній школі, організував ансамбль «Хоран» при Палаці культури Ферганського текстильного комбінату. 
У 1991 році повернувся до Криму. У репертуарі Османа Асанова кримськотатарські, українські, російські та узбецькі народні пісні.
Помер у листопаді 2005 року в Сімферополі.